# مثل عربي
الأمثال هو مصطلح أدبي لضرب المثل. وقد ألف علماء العرب القدماء كتبًا في تجميع الأمثال، أطلقوا عليها اسم "كتاب الأمثال". أشهر مجموعة من الأمثال العربية في العصور الوسطى هي مجموعة الأمثال التي كتبها أحمد بن محمد الميداني.

## المثل والحكمة
الحكمة هي مقولة تُعبر عن نظرة قائلها نحو الحياة، وغالبًا ما تُؤخذ من العلماء. أما المثل فيؤخذ من الحياة نفسها ويكون أصله موقفًا وقصة حقيقية. 

## بعض الأمثال والحِكَم
- اطلب من العلوم علمًا ينفعك ينفي الأذى والعيب ثم يرفعك.
- العلم يرفع بيتًا لا عماد له والجهل يهدم بيت العز والشرف.
- أعلمه الرماية كل يوم فلما استدَّ[ا] ساعده رماني.
- تجري الرياح بما لا تشتهي السفن.
- أرسل حكيمًا ولا توصه.
- السكوت علامة الرضا.
- خير الكلام ما قل ودل.
- هذا الشبل من ذاك الأسد.
- إذا قصرت يدك على المكافأة، فاطل لسانك بالشكر.
- أرى كل إنسان يرى عيب غيره ويعمى عن العيب الذي هو فيه.